# Quinton (Warwickshire)

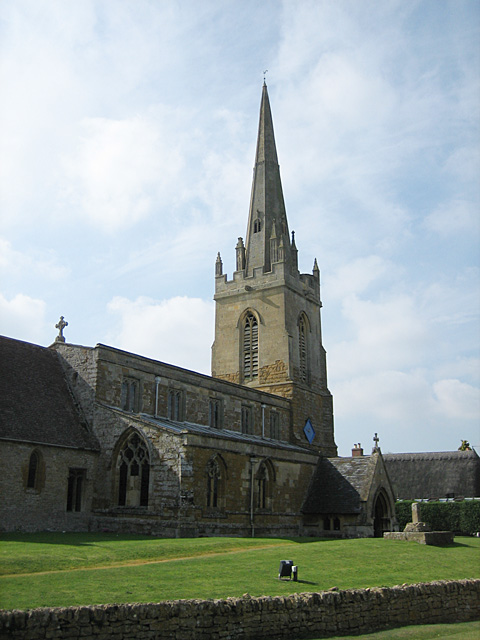
Kirche in Lower Quinton

Quinton ist ein in England gelegenes Dorf und ein Civil parish im Distrikt Stratford-on-Avon in Warwickshire. Nahe gelegene Dörfer sind Preston On Stour (3,87 km nördlich), Wimpstone und Whitchurch (4 km bzw. 3,7 km nordnordöstlich), Admington (2,5 km östlich) und Long Martson (2,7 km westlich). Der Flughafen von Long Martson befindet sich 1,7 km westlich von Quinton.

## Geographie
Die Lage Quintons im Gradnetz beträgt 53°07'18" N und 1°44'29" W. Das Dorf ist in drei Teile unterteilt:
- Quinton
- Lower Quinton
- Upper Quinton

## Straßenverzeichnis
Hier sind alle in Quinton gelegene Straßen alphabetisch sortiert:
| - Aylstone Close - Back Lane - Bastyan Avenue - Dobbie Road - Dryden Street - Edmonds Close - Friday Street - Goose Lane - Haseley Court - Hill Lane - Magdalen Road - Main Road | - Meon Close - Millfield Close - Park Lane - Stileman Close - St. Swithin's Drive - Tailor's Lane - Thackeray Close - The Close - The Firs - The Fordway - The Orchard - Tumpkine Drive |